# 아피토

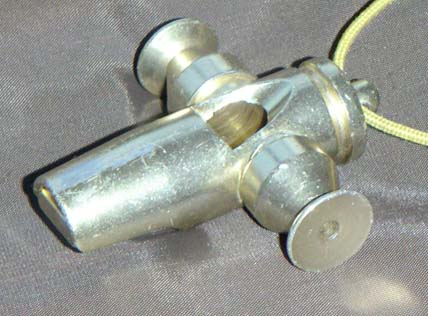
아피토의 외형

아피토(Apito) 또는 삼바 휘슬(Samba whistle)은 삼바 음악에서 쓰이는 휘슬이다.
한국 전통 음악의 박처럼 삼바 밴드를 지휘하는데 사용된다.

## 연주
십자 모양이며, 두개의 구멍을 이용해 세가지 음을 낼 수 있다.
- 구멍을 막지 않으면 E3
- 구멍을 하나만 막으면 D3
- 구멍을 두 개 모두 막으면 C3